# Embolização uterina
A embolização uterina é uma técnica recente e, embora sujeita a alguma contestação pela comunidade científica - sobretudo ginecologistas - pode ser uma alternativa viável e a considerar como ferramenta no tratamento dos miomas uterinos.
A embolização uterina para tratamento de miomas começou a ser utilizada clinicamente na França no final da década dos 80 e início dos anos 90 do século XX e o primeiro trabalho científico foi publicado em 1995 na revista The Lancet. Em 1996 o procedimento foi introduzido nos Estados Unidos pelos médicos da Universidade de Califórnia em Los Angeles (UCLA) que apresentaram os resultados preliminares no Congresso da Society of Cardiovascular and Interventional Radiology (SCVIR) que teve lugar em San Francisco em março de 1998.
No Brasil, desenvolveu-se um programa de embolização uterina e os primeiros casos foram realizados no Hospital Santa Catarina de São Paulo em 1999.
Em Portugal, a técnica foi aplicada pela primeira vez em Junho de 2004, num hospital privado de Lisboa, encontrando-se ainda numa fase muito embrionária de aperfeiçoamento.
No entanto, há grandes diferenças na estratégia e no método de aplicação da técnica, na composição da equipa - que deve ser multidisciplinar - e no acompanhamento dos casos clínicos - sobretudo no período pós-embolização - entre os dois países, tendo Portugal um longo caminho ainda a percorrer no desenvolvimento desta técnica como uma alternativa terapeutica válida no tratamento de fibromiomas.
Embora ainda necessite de um longo processo de estudo e avaliação de resultados, esta técnica pode ser encarada como uma alternativa possível no tratamento dos fibromiomas uterinos e, contribuindo assim para a manutenção do potencial da fertilidade na mulher pela preservação do útero.